# Главы Донецкой области
Главы Донецкой области — руководители Донецкой области. В советское время роль руководителей регионов выполняли Первые секретари обкомов партии (до 1990) и председатели облисполкома. После распада СССР и обретения Украиной независимость роль руководителей регионов выполняют председатели областной государственной администрации, с 5 марта 2015 года — председатели областной военно-гражданской администрации.

## Первые секретари Донецкого обкомаКПУ
| Фото                       | Имя                           | Даты руководства                                 |
| -------------------------- | ----------------------------- | ------------------------------------------------ |
|                            | Чувырин, Михаил Евдокимович   | с 20 июля 1932 года по 19 сентября 1932 года     |
| Акулов Иван Алексеевич     | Акулов, Иван Алексеевич       | с 19 сентября 1932 года по 18 сентября 1933 года |
| Саркисов Саркис Артемьевич | Саркисов, Саркис Артемьевич   | с 18 сентября 1933 года по 24 мая 1937 года      |
| Прамнэк, Эдуард Карлович   | Прамнэк, Эдуард Карлович      | с 24 мая 1937 года по 8 апреля 1938 года         |
|                            | Щербаков, Александр Сергеевич | с 8 апреля 1938 года по 9 июня 1938 года.        |
|                            | Любавин, Пётр Митрофанович    | с 12 ноября 1938 года по июль 1941 года          |
|                            | Дрожжин, Михаил Иванович      | с июня 1943 года по 16 февраля 1944 года         |
|                            | Мельников, Леонид Георгиевич  | с 16 февраля 1944 года по 21 июля 1947 года      |
|                            | Струев, Александр Иванович    | с 21 июля 1947 года по 19 сентября 1953 года     |
|                            | Казанец, Иван Павлович        | с 19 сентября 1953 года по 1 марта 1960 года     |
|                            | Ляшко, Александр Павлович     | с 1 марта 1960 года по 11 июля 1963 года         |
| Дегтярёв Владимир Иванович | Дегтярёв, Владимир Иванович   | с 11 июля 1963 года по 6 января 1976 года        |
|                            | Поплёвкин, Трофим Трофимович  | с января 1963 года по декабрь 1964 года          |
|                            | Качура, Борис Васильевич      | с 10 января 1976 года по 29 октября 1982 года    |
| Миронов Евгений Васильевич | Миронов, Василий Петрович     | с 29 октября 1982 года по июнь 1988 года         |
|                            | Винник, Анатолий Яковлевич    | с 22 июня 1988 года по 9 февраля 1990 года       |
|                            | Миронов, Евгений Васильевич   | с 7 апреля по 24 октября 1990 года               |

## Председатели Донецкой областной государственной администрации

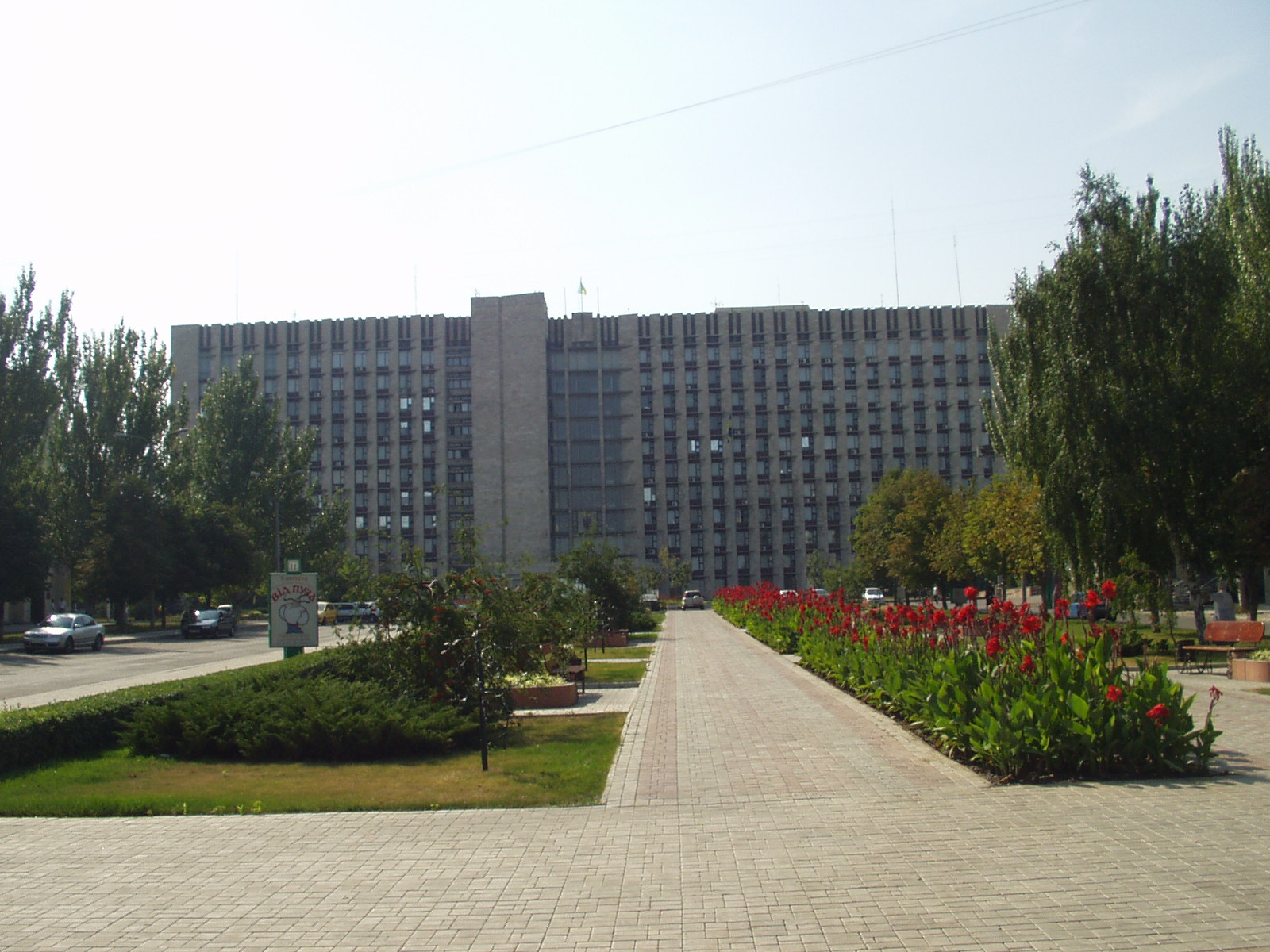
Донецкая облгосадминистрация. 21 августа 2006

Председатель Донецкой областной государственной администрации — руководитель Донецкой областной государственной администрации, «губернатор» Донецкой области. Должность председателя назначается Указом президента Украины. Председатель формирует состав областной администрации.
В подчинении председателя Донецкой областной государственной администрации находятся:
- первый заместитель председателя облгосадминистрации по вопросам экономики, бюджета и финансов;
- заместитель председателя облгосадминистрации по вопросам информационной сферы, религий, национальностей, культуры, спорта;
- заместитель председателя облгосадминистрации по вопросам гуманитарной и социальной сферы;
- заместитель председателя облгосадминистрации по вопросам промышленности, энергетики, транспорта и связи;
- заместитель председателя облгосадминистрации по вопросам строительства, жилищного, коммунального и дорожного хозяйства;
- заместитель председателя облгосадминистрации по вопросам развития территорий и внешнеэкономических связей;
- заместитель председателя облгосадминистрации по вопросам сельского хозяйства и продовольствия, торговли, общественного питания, бытового обслуживания населения;
- заместитель председателя облгосадминистрации по политико-правовым вопросам;
- заместитель председателя по вопросам организации деятельности аппарата облгосадминистрации по организационной, правовой, кадровой и контрольной работы.

### Список председателей Донецкой областной государственной администрации
| Фото                         | Имя                            | Даты руководства                |
| ---------------------------- | ------------------------------ | ------------------------------- |
|                              | Щербань, Владимир Петрович     | 11 июля 1995 — 18 июля 1996     |
|                              | Поляков, Сергей Васильевич     | 18 июля 1996 — 14 июля 1997     |
| Янукович Виктор Фёдорович    | Янукович, Виктор Фёдорович     | 14 мая 1997 — 21 ноября 2002    |
| Близнюк Анатолий Михайлович  | Близнюк, Анатолий Михайлович   | 23 ноября 2002 — 21 января 2005 |
|                              | Чупрун, Вадим Прокофьевич      | 4 февраля 2005 — 15 апреля 2006 |
| Логвиненко Владимир Иванович | Логвиненко, Владимир Иванович  | 16 мая 2006 — 18 марта 2010     |
| Близнюк Анатолий Михайлович  | Близнюк, Анатолий Михайлович   | 18 марта 2010 — 12 июля 2011    |
| Шишацкий Андрей Владимирович | Шишацкий, Андрей Владимирович  | 12 июля 2011 — 2 марта 2014     |
| Тарута Сергей Олексеевич     | Тарута, Сергей Алексеевич      | 2 марта 2014 — 10 октября 2014  |
|                              | Кихтенко, Александр Тимофеевич | 10 октября 2014 — 5 марта 2015  |

### Список председателей Донецкой областной военно-гражданской администрации
| Фото | Имя                            | Даты руководства              |
| ---- | ------------------------------ | ----------------------------- |
|      | Кихтенко, Александр Тимофеевич | 5 марта 2015 — 11 июня 2015   |
|      | Жебровский, Павел Иванович     | 11 июня 2015 — 13 июня 2018   |
|      | Куць, Александр Иванович       | 22 июня 2018 — 5 июля 2019    |
|      | Кириленко, Павел Александрович | 5 июля 2019 — 5 сентября 2023 |
|      | Филашкин, Вадим Сергеевич      | 27 декабря 2023 —             |